# Wolfgang Brandstetter

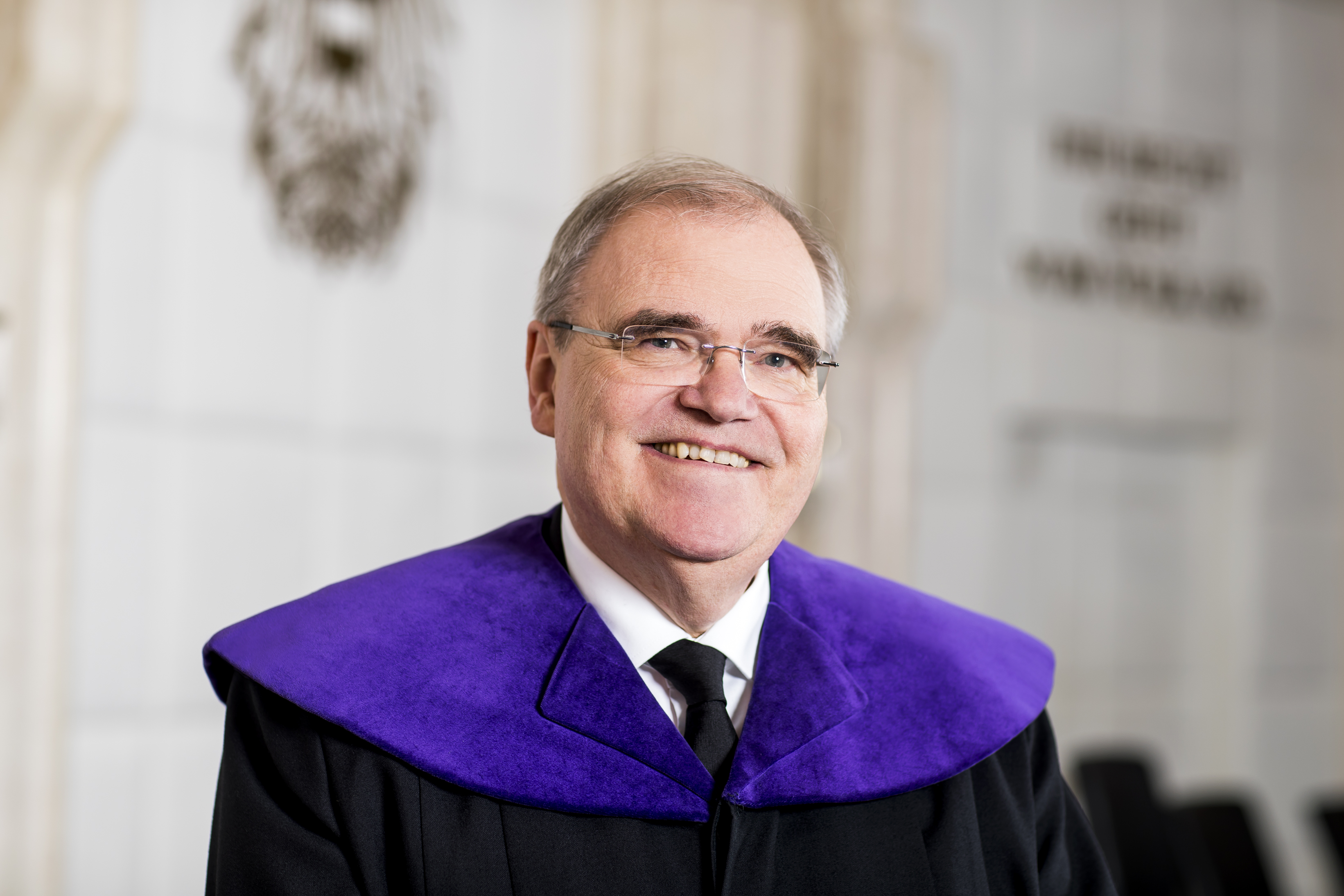
Wolfgang Brandstetter vor seinem Ausscheiden am VfGH im Talar (2018)

Wolfgang Brandstetter (* 7. Oktober 1957 in Haag) ist ein österreichischer Rechtswissenschaftler und ehemaliger Politiker. Für die ÖVP gehörte er von 2013 bis 2017 als Justizminister der österreichischen Bundesregierung an und war von Mai 2017 bis Dezember 2017 Vizekanzler der Republik Österreich. Auf Vorschlag der ÖVP-FPÖ-Bundesregierung war er von 2018 bis 2021 Richter am Verfassungsgerichtshof.
An der Wirtschaftsuniversität Wien ist Brandstetter seit dem Jahr 2007 Universitätsprofessor für Straf- und Strafprozessrecht.

## Leben
Brandstetter wuchs in Eggenburg auf und besuchte das Bundesgymnasium Horn, wo er auch seine Matura ablegte. An der Universität Wien studierte er Rechtswissenschaften sowie die englische und russische Sprache. Nach seiner Promotion 1980 war er als Assistent am Institut für Strafrecht und Kriminologie an der Universität Wien tätig. 1991 wurde Brandstetter an der Rechtswissenschaftlichen Fakultät der Universität Wien habilitiert und lehrte danach an den Universitäten in Graz, Brünn und Krakau.
1997 erhielt Brandstetter ein Angebot, an die Universität Linz zu wechseln; 1998 erlangte er als Nachfolger von Winfried Platzgummer den Posten eines Ordinarius für Strafrecht an der Universität Wien. 2007 wurde er Vorstand des Instituts für Österreichisches und Europäisches Wirtschaftsstrafrecht an der Wirtschaftsuniversität Wien. Brandstetter war als Strafverteidiger des technischen Direktors der Gletscherbahnen Kaprun, von Rudolf Fischer in der Telekom-Affäre, von Tilo Berlin sowie Rakhat Aliyev tätig. Letzterer hatte seinen Wohnsitz zeitweise sogar im Privathaus Brandstetters. Außerdem trat Brandstetter als Vertrauensperson von Wolfgang Kulterer im Untersuchungsausschuss zur Hypo-Alpe-Adria-Bank auf. Weiters war Brandstetter Verteidiger von Bundeskanzler Werner Faymann in den Ermittlungen in der Inseratenaffäre.
2013 wurde der außerhalb von Juristenkreisen kaum wahrgenommene Brandstetter, der in der Presse als „Antikorruptionsexperte“ bezeichnet wurde, von der ÖVP als parteiloser Justizminister in das zu bildende Kabinett Faymann II entsandt. Am 17. Mai 2017 wurde der Justizminister als Nachfolger von Reinhold Mitterlehner zum Vizekanzler im Kabinett Kern angelobt. Nach dem Ende der Legislaturperiode infolge der Nationalratswahl 2017 schied Brandstetter aus der Regierung aus und nahm kein politisches Mandat mehr wahr. Am 21. Februar 2018 wurde er von der neuen Bundesregierung als Mitglied des Verfassungsgerichtshofs vorgeschlagen. Nach der Ernennung durch Bundespräsident Alexander Van der Bellen am 22. Februar wurde Brandstetter am 27. Februar 2018 von VfGH-Präsidentin Brigitte Bierlein als Verfassungsrichter angelobt.
Im März 2018 wurde er zum Sonderberater für die Europäische Kommission berufen; auf Initiative der Justizkommissarin Vera Jourová soll er die Kommission unter anderem in Fragen der Qualität der Justizsysteme in Europa, der Rechtsstaatlichkeit und zum Thema De-Radikalisierung beraten.

## Kritik an der österreichischen Justiz im Nationalsozialismus
In seiner Zeit als Justizminister bescheinigte Brandstetter (ÖVP) der österreichischen Justiz eine mangelhafte Auseinandersetzung mit ihrer Rolle im Nationalsozialismus. Die Aufarbeitung des Nationalsozialismus in der Justiz galt ihm als besonderes Anliegen.
„Aus der Außensicht als Strafrechtsprofessor konnte er in den 1980er-, 1990er- und 2000er-Jahren keine Vergangenheitsbewältigung beobachten“, sagte er anlässlich einer Diskussionsveranstaltung zur Rolle der Justiz vor, während und nach der Zeit des Nationalsozialismus am Bezirksgericht Meidling am 18. Jänner 2016. Brandstetter sah in „der gescheiterten Entnazifizierung auch die Wirkung eines psychologischen Phänomens – vieles wolle man eben nicht wahrhaben“.

## Vorwurf des Amtsmissbrauchs
Ermittler der Staatsanwaltschaft Wien erschienen am 25. Februar 2021 im Zuge der Ermittlungen gegen Brandstetter am Verfassungsgerichtshof (VfGH). Es wurde ein von ihm genutztes Notebook sichergestellt. Auch bei Christian Pilnacek, dem suspendierten Sektionschef für den Bereich Strafrecht im Justizministerium, wurde ein elektronisches Gerät sichergestellt. Von der Staatsanwaltschaft wurde vorerst nicht bekannt gegeben, in welchem Rechtsfall gegen sie ermittelt wird. Brandstetter wird verdächtigt, Informationen über Ermittlungen gegen den früheren Politiker Christoph Chorherr (Grüne) an den Hochhausinvestor Michael Tojner weitergegeben zu haben. Gegen Chorherr wird bereits seit 2017 ermittelt. Chorherr und Brandstetter bestreiten alle Korruptionsvorwürfe. Weitere Details zum Vorwurf eine Hausdurchsuchung bei Tojner verraten zu haben, werden von der Staatsanwaltschaft nicht mehr erhoben, das Verfahren ist aber nach wie vor anhängig (Stand Februar 2025). In weiterer Folge wurden erste Berichte, dass ein „elektronisches Gerät“ am Verfassungsgerichtshof (VfGH) übergeben wurde, korrigiert. Er habe dieses Notebook in seinem Büro freiwillig übergeben. Laut Presse wird gegen Brandstetter und Pilnacek wegen Verletzung des Amtsgeheimnisses ermittelt. Es gebe laut Standard einen Konnex zur Causa Stadterweiterungsfonds (Hochhausprojekt am Wiener Heumarkt).
Die Untersuchungen der Staatsanwaltschaft gegen Brandstetter sollen laut dem Wirtschaftsmagazin Trend auf einem Zufallsfund bei der dritten Hausdurchsuchung bei Michael Tojner am 10. Februar 2021 basieren. Michael Tojner wird in zwei Verfahren als Beschuldigter geführt. Es seien Unregelmäßigkeiten bei der Bewertung von Wohnungsgenossenschaften in Burgenland vorgekommen (Aktenzahl: 63 St1/19x) und bezüglich des umstrittenen Wiener Heumarkt-Projekts (Aktenzahl: 63 St13/17). In beiden Verfahren bestreitet Tojner die gegen ihn erhobenen Vorwürfe. Michael Tojner und Wolfgang Brandstetter kennen einander bereits aus ihrer Schulzeit im niederösterreichischen Haag, und Brandstetter soll diesen öfters rechtlich beraten haben. Brandstetter ist auch in zwei Gesellschaften der Tojner-Gruppe mandatiert.
Christoph Grabenwarter, Präsident des Verfassungsgerichtshofs (VfGH), teilte am Nachmittag des 26. Februar schriftlich mit, dass Brandstetter trotz der laufenden Ermittlungen der Staatsanwaltschaft Wien Richter am Verfassungsgerichtshof bleiben will. „Sein Status als Beschuldigter in einem laufenden, offenen Verfahren sei nicht als Verhalten zu interpretieren, das der Achtung und dem Vertrauen, das sein Amt erfordert, widersprechen würde.“ Grabenwarter selbst brachte im Rahmen eines Amtshilfeersuchens das Dienstmobiltelefon von Brandstetter zur Staatsanwaltschaft Wien.
Anfang Juni 2021 wurden Chat-Protokolle von Konversationen zwischen Brandstetter und Pilnacek bekannt. Sie stammten vom Mobiltelefon Pilnaceks, das von den Ermittlungsbehörden zur Auswertung beschlagnahmt wurde, und waren Teil der an den parlamentarischen Untersuchungsausschuss betreffend mutmaßliche Käuflichkeit der türkis-blauen Bundesregierung (Ibiza-Untersuchungsausschuss) übermittelten Daten. Inhalt waren unter anderem abschätzige Bemerkungen über den Verfassungsgerichtshof sowie dort amtierende Richterinnen. Am 3. Juni gab Brandstetter zunächst seinen freiwilligen Rücktritt als Verfassungsrichter, wirksam per 30. Juni 2021, bekannt, „um den Verfassungsgerichtshof aus den tagespolitischen Diskussionen herauszuhalten“. Am 7. Juni erklärte er hingegen seinen Rücktritt mit sofortiger Wirkung und schied damit noch am selben Tag als Verfassungsrichter aus dem VfGH aus.
Im Februar 2025 stellte die Staatsanwaltschaft Innsbruck Ermittlungen gegen Brandstätter wegen des Verdachts des Amtsmissbrauchs und der Verletzung des Amtsgeheimnisses ein. Grund der Ermillungen war eine Nachricht der Vize-Präsidentin des OGH, Eva Marek, in der sie sich über ihre Nicht-Bestellung für die Leitung der Generalprokurator beschwerte: „DANKE für das Einhalten unserer Gespräche und dass ich Dir aus einer ausweglosen Situation helfen durfte. SPRICH Nittel und Vrabl verhindert werden mussten (...)“. Damit meinte Marek, dass sie sich, laut ihren eigenen Chats, auf Aufforderung von Brandstätter für die Leitung der Oberstaatsanwaltschaft Wien beworben hatte, um zwei andere Kandidaten zu verhindern, und sich dafür den Job für die Leitung der Generalprokurator erhoffte. Obwohl die Personalkommission eine andere Kandidatin als besser qualifiziert eingestuft hatte, wurde Marek von Brandstätter als Leiterin der Oberstaatsanwaltschaft bestellt. Eingestellt wurde auch ein Verfahren, bei der es um eine Abteilungsleitung ging. Weiterhin ermittelt wird wegen des Verdachts der Falschaussage im ÖVP-Korruptions-Untersuchungsausschuss (Stand Februar 2025). Im Februar 2025 erhob die Staatsanwaltschaft Innsbruck Anklage wegen des Verdachts der Falschaussage.

## Privates
Der in Eggenburg wohnhafte Brandstetter ist verheiratet und Vater dreier Kinder. Er ist Mitglied der katholischen Studentenverbindung KaV Norica Wien.
Bis zum Jahr 2015 war Brandstetter Obmann des Vereins Nostalgiewelt Eggenburg. 2018 wurde er als Nachfolger von Hans Peter Blechinger Präsident des Filmarchivs Austria., im April 2025 folgte ihm Marlene Ropac in dieser Funktion nach.

## Publikationen
- mit Heinz Mayer und Winfried Platzgummer: Untersuchungsausschüsse und Rechtsstaat (= Österreichische rechtswissenschaftliche Studien 4). Manz Wien 1989, ISBN 3-214-07904-2.
- mit Helmut Fuchs und Ursula Medigovic: Prüfungsfälle aus Strafrecht, Orac, Wien 1989, ISBN 3-7015-4307-0.
- mit Gerhard Loibl: Neutralität und Waffenexporte: völkerrechtliche und strafrechtliche Überlegungen zum Tatbestand der „Neutralitätsgefährdung“. Verlag der österreichischen Staatsdruckerei, Wien 1990, ISBN 3-7046-0190-X.
- mit Gerhard Loibl: Neutralität und Waffenexporte: völkerrechtliche und strafrechtliche Überlegungen zum Tatbestand der „Neutralitätsgefährdung“. Ergänzungsband 1991 Verlag der österreichischen Staatsdruckerei, Wien 1990, ISBN 3-7046-0257-4.
- Grundfragen der Deliktsverwirklichung im Vollrausch: eine strafrechtsdogmatische Untersuchung (= Schriften zum Strafrecht 8). Orac, Wien 1992, ISBN 3-7007-0312-0.
- Zur Reform des strafprozessualen Hauptverfahrens: Gutachten (= Verhandlungen des Fünfzehnten Österreichischen Juristentages Innsbruck 2003, IV/1). Manz’sche Verlags- und Universitätsbuchhandlung, Wien 2003, ISBN 3-214-10944-8.
- mit Alexander Tipold: Strafrechtliche Haftung des Arbeitgebers bei Lkw-Unfällen mit Personenschaden: Rechtsgutachten. Ausgabe 17 von Verkehr und Infrastruktur / Verkehr und Infrastruktur. Kammer für Arbeiter u. Angestellte für Wien, Wien 2003, ISBN 3-7063-0235-7.
- mit Thomas Keppert (Hrsg.): Bilanzdelikte. Linde Verlag, Wien 2008, ISBN 978-3-7073-1349-9.
- mit Helmut Brandstätter: Brandstätter vs. Brandstetter: Diskurs, Kremayr & Scheriau, Wien 2019, ISBN 978-3-218-01128-0.